# Bürgermeisterhaus (Herford)

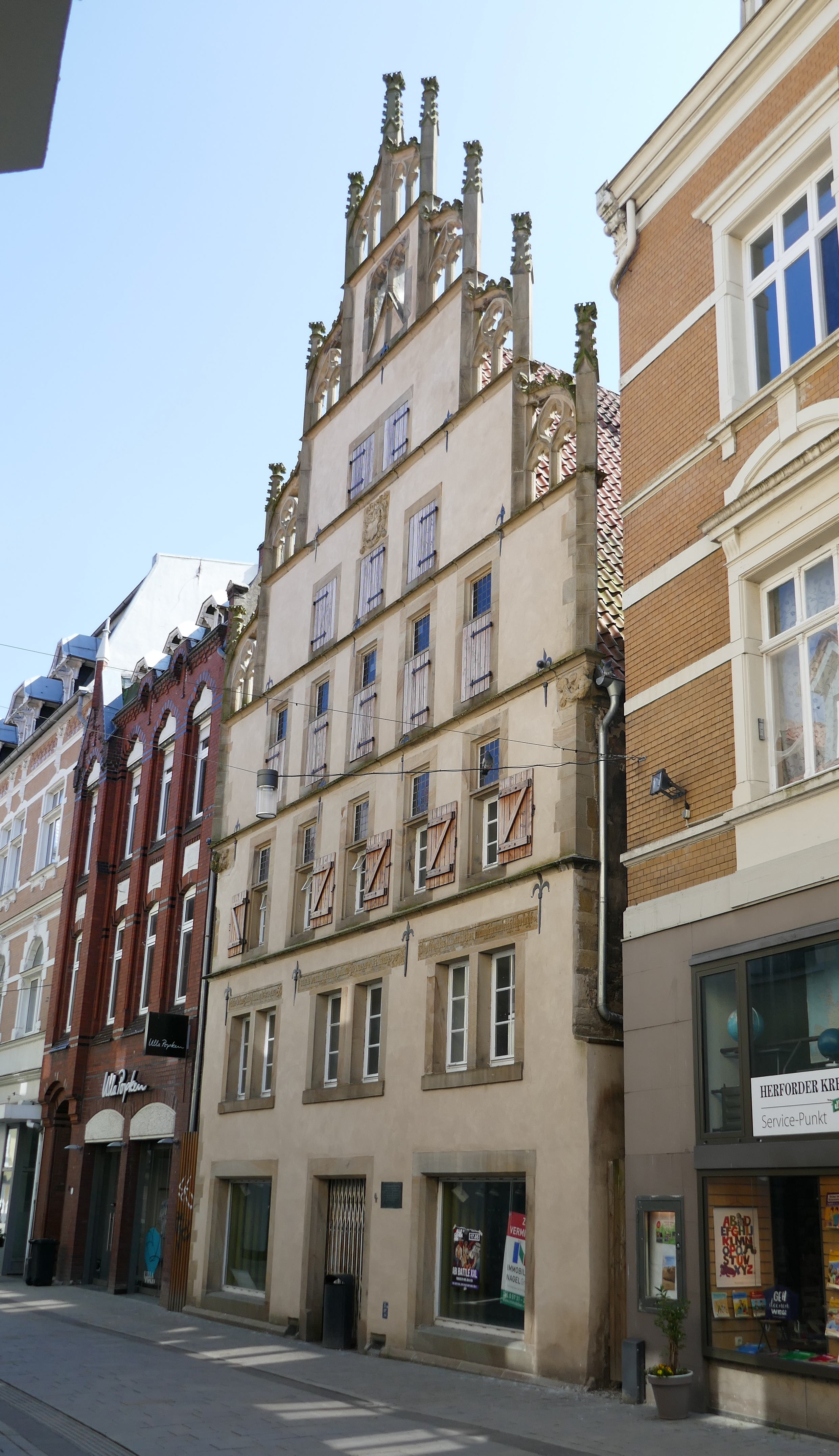
Bürgermeisterhaus Herford

Das Bürgermeisterhaus, auch Crüwell-Haus oder Pöppelmann-Geburtshaus, ist ein gotisches Wohnhaus in der Höckerstraße 4 in der westfälischen Stadt Herford. Es steht unter Denkmalschutz.

## Geschichte und Beschreibung
Das mehrgeschossige Steinhaus wurde 1538 für Heinrich Crüwell, den Bürgermeister der Herforder Neustadt erbaut. An der Westfassade befindet sich ein gotischer Stufengiebel mit Spitzbögen, Maßwerk und Fialen. Als Vorbild dienten die seit der zweiten Hälfte des 15. Jahrhunderts entstandenen Giebelhäuser am Prinzipalmarkt in Münster.
Das gotische Wohnhaus kam später ins Eigentum von Daniel Pöppelmann, der in den Jahren 1552 bis 1609 als Bürgermeister der Herforder Neustadt diente. Aus diesem Grund gilt es als Geburtshaus des späteren sächsischen Barockbaumeisters Matthäus Daniel Pöppelmann. Seit 1981 steht das Bürgermeisterhaus unter Denkmalschutz.
Über den Fenstern im ersten Stock befindet sich eine Inschrift. Sie lautet übersetzt: „Gott zum Lobe, der Stadt Herford zur Ehre und zum Nutzen der Menschen gebaut im Jahre des Herrn 1538.“